# Agustín Parrado García
Agustín Parrado García (Fuensaldaña, Valladolid, 5 de octubre de 1872 - Granada, 8 de octubre de 1946) fue arzobispo y cardenal español. Ocupó los cargos de obispo de Palencia (1925-1934) y arzobispo de Granada (1934-1946). También fue consejero nacional y procurador en cortes (1943-1946).

## Biografía

### Primeros años y formación
Estudió en el seminario de Valladolid, y fue ordenado presbítero el 21 de septiembre de 1895. Posteriormente se licenció y doctoró en Sagrada Teología en 1896 y 1903 respectivamente.

### Vida sacerdotal y docente
Ocupó sucesivamente los cargos de coadjutor, primero, y ecónomo, más tarde, en la parroquia de Rueda; profesor de Literatura, Latín y Teología y vicerrector del Seminario de Valladolid; secretario de Cámara y Gobierno del obispado de Astorga; canónigo penitenciario por oposición en 1907 de la Catedral de Astorga; arcediano de la Catedral de Salamanca, secretario de la diócesis de Salamanca y deán de la Facultad de Teología de la Universidad Pontificia de Salamanca.

### Episcopado
Fue nombrado el 20 de mayo de 1925 obispo de Palencia, y arzobispo de Granada el 4 de abril de 1934. Durante la Guerra Civil y hasta que se nombraron obispos diocesanos para las respectivas sedes fue administrador apostólico de las diócesis de Jaén (1936-1942), Guadix (1936-1943) y Almería (1937-1943).
En 1938 solicitó autorización a Roma para abrir un seminario central interdiocesano como centro de formación para seminaristas de la provincia eclesiástica de Granada, según preveía el Concordato de 1851. El seminario comenzó a funcionar en agosto del año siguiente, bajo dirección de la Compañía de Jesús. Sus educandos recibían formación humanística, teológica y filosófica en la Facultad de Teología de Cartuja, centro constituido, también en 1939, en el Colegio Máximo de Cartuja con profesores jesuitas prodedentes de diversos centros de la provincia Bética, llegados en 1937 a Granada, tras la expulsión decretada por el gobierno de la República en 1932 que los había dispersado por distintos centros formativos de la Compañía en Alemania, Bélgica y Francia. El 31 de octubre de 1939 se inició el primer curso académico impartido en la nueva facultad de Teología.
Fue nombrado consejero nacional y procurador en cortes por designación directa del Jefe del Estado durante la I Legislatura de las Cortes Españolas (1943-1946),

### Cardenalato
Fue creado cardenal por el Papa Pío XII en el consistorio del 17 de febrero de 1946. 

### Muerte
Falleció en Granada el 8 de octubre de 1946 y su cadáver recibió sepultura en la  iglesia de Nuestra Señora de Gracia, del Seminario de San Cecilio, el día 10 del mismo mes y año.

## Distinciones
- Gran Cruz de la Orden de Isabel la Católica (octubre de 1945).[7]

Una de las principales calles de Granada —la principal conexión entre la zona Norte, el Albaicín y el centro de la ciudad— lleva el nombre de «Cardenal Parrado» en su honor.

## Sucesión
| Predecesor: Ramón Barberá y Boada     | Obispo de Palencia 1925 - 1934 | Sucesor: Manuel González García |
| Predecesor: Vicente Casanova y Marzol | Arzobispo de Granada 1934–1946 | Sucesor: Balbino Santos Olivera |